# 女子大生の下半身 な〜んも知らん親
『女子大生の下半身 な〜んも知らん親』（じょしだいせいのかはんしん  なーんもしらんおや）は、1982年12月24日公開の日本映画。日活ロマンポルノの一作。製作は現代映像企画。配給は日活。カラー。ビスタサイズ。上映時間は62分。
原作はビニ本モデルの経験がある小暮祐子の著書『な〜んも知らん親』。監督はのちの吉村元希である楠田恵子。
1983年の正月映画としての公開を視野に入れ、応募と選考を経た現役女子大生たちが自ら手掛けて作り上げるという斬新な試みによる作品。「女子大生の、女子大生による、男と女子大生のためのポルノ」をコンセプトとし、にっかつ映画に出演歴のあった木村佳子が初となるプロデューサーに起用された。
百人斬り目指しているというヤリマン、セックスとなると豹変してしまうぶりっ子、そして水商売のアルバイトをしているがまだ処女。そんな3人の女子大生の親には言えない秘められた性生活を明るく大胆に描く。
　

## スタッフ
- プロデューサー：木村佳子[1]
- 監督：楠田恵子（吉村元希[3]）
- 脚本：小宮三和、松本貴子
- 音楽：セクシー・マネー・シティ・ミュージック
- 原作：小暮祐子
- 撮影：久我剛
- 照明：出雲静二
- 美術：中村雅子
- 編集：J.K.S
- 助監督：松本貴子

## 出演者
- 祐子：島原まりの
- 由美：朝吹ケイト
- 道代：三原誠子
- 川口文子
- 伊藤智之
- 坂田祥一郎
- 大沢章治
- 安村ジョージ
- 永田剛史
- 福田英治
- 笠井一彦
- 吉原正皓
- 久保新二
- 石垣章（友情出演）
- 山本晋也（友情出演）